# Lista misji wahadłowców
Lista misji wahadłowców kosmicznych (ang. space shuttle), dotychczas w kosmos poleciało sześć tego typu pojazdów, pięć amerykańskich (135 lotów w programie STS) oraz jeden radziecki (lot bezzałogowy – 1K1).

## Nazewnictwo misji promów kosmicznych
Amerykański program lotów kosmicznych nosi oficjalną nazwę Space Transportation System, stąd nazwy wszystkich misji amerykańskich promów zawierają skrót STS.
Początkowo misjom nadawano numery kolejne, odpowiadające kolejności startów (np. STS-9).
W 1984 roku zmieniono system oznaczeń, nadając każdej misji oznaczenie kodowe, w którym pierwsza cyfra stanowiła ostatnią cyfrę roku fiskalnego (każdy rok podatkowy zaczyna się w październiku), druga oznaczała miejsce startu misji (1 – Centrum Kosmiczne imienia Johna F. Kennedy’ego; 2 – Baza Sił Lotniczych Vandenberg – do startów z tej wyrzutni nigdy nie doszło, budowa została przerwana z powodu ciągłych problemów technicznych), a litera – miejsce lotu w harmonogramie startów w danym roku. Na przykład misja STS-41-B stanowiła drugą (B) misję wystrzeloną z Centrum Kosmiczne imienia Johna F. Kennedy’ego (1) w roku 1984 (4). Kodów przypisanych do misji nie zmieniano w wypadku przesunięcia misji i zmian w kolejności.
Po katastrofie promu Challenger podczas misji STS-51-L powrócono do oznaczania misji numerami kolejnymi, biorąc w numeracji pod uwagę dotychczasowe loty, lecz w przeciwieństwie do oznaczeń sprzed 1984 roku numery przypisywano do misji już na etapie ich planowania, nie zmieniając ich wraz ze zmianami w harmonogramie startów. Po wznowieniu startów we wrześniu 1988 dwudziesta szósta misja została nazwana STS-26.
Ewentualne misje ratunkowe miały być oznaczane numerami zaczynającymi się od STS-300.
W przypadku orbiterów Buran pierwsza cyfra oznacza numer wahadłowca, zaś druga – numer jego misji. Na przykład jedyna wykonana misja 1K1 została wykonana przez wahadłowiec nr 1 (1K) i była jego pierwszym lotem (1).

## Statystyki lotów wahadłowców
Poniższy wykaz uwzględnia wszystkie misje programu STS oraz lot wahadłowca Buran.
| Wahadłowiec    | Dziewiczy lot       | Pobyt w przestrzeni [d] | Okrążenia Ziemi | Przebyty dystans [km] | Liczba misji | Najdłuższa misja | Załoga | Spacery kosmiczne | Dokowanie przy Mir/ISS | Wyniesione satelity |
| -------------- | ------------------- | ----------------------- | --------------- | --------------------- | ------------ | ---------------- | ------ | ----------------- | ---------------------- | ------------------- |
| Columbia (†)   | 12 kwietnia 1981    | 300,74 d                | 4808            | 201 497 772           | 28           | 17,66 d          | 160    | 7                 | 0 / 0                  | 8                   |
| Challenger (†) | 4 kwietnia 1983     | 62,33 d                 | 995             | 41 527 416            | 10           | 8,23 d           | 60     | 6                 | 0 / 0                  | 10                  |
| Discovery      | 30 sierpnia 1984    | 351,74 d                | 5830            | 238 539 663           | 39           | 15,1 d           | 252    | 46                | 1 / 13                 | 31                  |
| Atlantis       | 3 października 1985 | 306,59 d                | 4848            | 202 673 974           | 33           | 13,84 d          | 207    | 31                | 7 / 12                 | 14                  |
| Endeavour      | 7 maja 1992         | 296,14 d                | 4671            | 197 761 262           | 25           | 16,63 d          | 173    | 54                | 1 / 12                 | 3                   |
| STS łącznie    | –                   | 1317,54 d               | 21 152          | 882 000 087           | 135          | 17,66 d          | 852    | 144               | 9 / 37                 | 66                  |
| Buran          | 15 listopada 1988   | 0,14 d                  | 2               | 83 307                | 1            | 0,14 d           | 0      | 0                 | 0 / 0                  | 0                   |

Oznaczenia:
† – wahadłowiec stracony w katastrofie

## Wykaz lotów
| Lot  | Dzień           | Rok  | Misja    | Logo | Orbiter    | Załoga | Czas trwania | Baza        | Przebieg |
| ---- | --------------- | ---- | -------- | ---- | ---------- | ------ | ------------ | ----------- | --- |
| 1.   | 12 kwietnia     | 1981 | STS-1    |      | Columbia   | 2      | 2d 6h        | Edwards     | Pierwsza misja promu kosmicznego. |
| 2.   | 12 listopada    | 1981 | STS-2    |      | Columbia   | 2      | 2d 6h        | Edwards     | Misja przerwana z powodu problemów w systemie ogniwa paliwowego.                                                                                                 |
| 3.   | 22 marca        | 1982 | STS-3    |      | Columbia   | 2      | 8d 0h        | White Sands | Przelot orbitera w ramach programu R&D. |
| 4.   | 27 czerwca      | 1982 | STS-4    |      | Columbia   | 2      | 7d 1h        | Edwards     | Kolejny i zarazem ostatni lot wahadłowca z zadaniem R&D. |
| 5.   | 11 listopada    | 1982 | STS-5    |      | Columbia   | 4      | 5d 2h        | Edwards     | Wypuszczenie satelity telekomunikacyjnego. |
| 6.   | 4 kwietnia      | 1983 | STS-6    |      | Challenger | 4      | 5d 0h        | Edwards     | Pierwszy lot Challengera; instalacja TDRS-1. |
| 7.   | 18 czerwca      | 1983 | STS-7    |      | Challenger | 5      | 6d 2h        | Edwards     | Pierwszy lot Amerykanki w kosmos; wypuszczenie kilku satelitów telekomunikacyjnych.                                                                              |
| 8.   | 30 sierpnia     | 1983 | STS-8    |      | Challenger | 5      | 6d 1h        | Edwards     | Pierwszy lot Afroamerykanina w kosmos; wyniesienie satelity telekomunikacyjnego.                                                                                 |
| 9.   | 28 listopada    | 1983 | STS-9    |      | Columbia   | 6      | 10d 7h       | Edwards     | Badania w kosmicznym laboratorium Spacelab. |
| 10.  | 3 lutego        | 1984 | STS-41-B |      | Challenger | 5      | 7d 23h       | Kennedy     | Instalacja satelitów; pierwszy niezabezpieczony spacer kosmiczny.                                                                                                |
| 11.  | 6 kwietnia      | 1984 | STS-41-C |      | Challenger | 5      | 6d 23h       | Edwards     | Umieszczenie na orbicie satelity LDEF; serwis satelity Solar Max                                                                                                 |
| 12.  | 30 sierpnia     | 1984 | STS-41-D |      | Discovery  | 6      | 6d 0h        | Edwards     | Pierwszy lot Discovery; aktywacja satelitów komunikacyjnych. |
| 13.  | 5 października  | 1984 | STS-41-G |      | Challenger | 7      | 8d 5h        | Kennedy     | Aktywacja satelity ERBS |
| 14.  | 8 listopada     | 1984 | STS-51-A |      | Discovery  | 5      | 7d 23h       | Kennedy     | Instalacja kolejnej serii satelitów telekomunikacyjnych. |
| 15.  | 24 stycznia     | 1985 | STS-51-C |      | Discovery  | 5      | 3d 1h        | Kennedy     | Aktywacja satelity Magnum. |
| 16.  | 12 kwietnia     | 1985 | STS-51-D |      | Discovery  | 7      | 6d 23h       | Kennedy     | Transport na orbitę satelitów telekomunikacyjnych. |
| 17.  | 29 kwietnia     | 1985 | STS-51-B |      | Challenger | 7      | 7d 0h        | Edwards     | Badania w kosmicznym laboratorium Spacelab-3. |
| 18.  | 17 czerwca      | 1985 | STS-51-G |      | Discovery  | 7      | 7d 1h        | Edwards     | Instalacja satelitów komunikacyjnych. |
| 19.  | 29 lipca        | 1985 | STS-51-F |      | Challenger | 7      | 7d 22h       | Edwards     | Badania w kosmicznym laboratorium Spacelab-2. |
| 20.  | 27 sierpnia     | 1985 | STS-51-I |      | Discovery  | 5      | 7d 2h        | Edwards     | Wypuszczenie satelity komunikacyjnego. |
| 21.  | 3 października  | 1985 | STS-51-J |      | Atlantis   | 5      | 4d 1h        | Edwards     | Pierwszy lot Atlantisa; wypuszczenie Satelity Systemu Obronnego.                                                                                                 |
| 22.  | 30 października | 1985 | STS-61-A |      | Challenger | 8      | 7d 0h        | Edwards     | Badania w kosmicznym laboratorium Spacelab-D1. |
| 23.  | 26 listopada    | 1985 | STS-61-B |      | Atlantis   | 7      | 6d 21h       | Edwards     | Aktywacja satelitów komunikacyjnych. |
| 24.  | 12 stycznia     | 1986 | STS-61-C |      | Columbia   | 7      | 6d 2h        | Edwards     | Transport satelity komunikacyjnego. |
| 25.  | 28 stycznia     | 1986 | STS-51-L |      | Challenger | 7 (†)  | 73sek        | –           | Planowane wyniesienie TDRS-B; katastrofa promu; śmierć 7-osobowej załogi.                                                                                        |
| 26.  | 29 września     | 1988 | STS-26   |      | Discovery  | 5      | 4d 1h        | Edwards     | Powrót do lotów kosmicznych; aktywacja satelity TDRS-3 |
|      | 15 listopada    | 1988 | 1K1      |      | Buran 1.01 | 0      | 0d 3h        | Bajkonur    | Rosyjski test promu kosmicznego (zakończony powodzeniem). |
| 27.  | 2 grudnia       | 1988 | STS-27   |      | Atlantis   | 5      | 4d 9h        | Edwards     | Aktywacja wojskowego satelity Lacrosse. |
| 28.  | 13 marca        | 1989 | STS-29   |      | Discovery  | 5      | 4d 23h       | Edwards     | Aktywacja TDRS-4 |
| 29.  | 4 maja          | 1989 | STS-30   |      | Atlantis   | 5      | 4d 0h        | Edwards     | Wyniesienie sondy Magellan badającej Wenus. |
| 30.  | 8 sierpnia      | 1989 | STS-28   |      | Columbia   | 5      | 5d 1h        | Edwards     | Wyniesienie wojskowych satelitów typu KH. |
| 31.  | 18 października | 1989 | STS-34   |      | Atlantis   | 5      | 4d 23h       | Edwards     | Wyniesienie sondy Galileo badającej Jowisza. |
| 32.  | 22 listopada    | 1989 | STS-33   |      | Discovery  | 5      | 5d 0h        | Edwards     | Aktywacja satelity Magnum. |
| 33.  | 9 stycznia      | 1990 | STS-32   |      | Columbia   | 5      | 10d 21h      | Edwards     | Instalacja satelity SYNCOM IV-F5. |
| 34.  | 28 lutego       | 1990 | STS-36   |      | Atlantis   | 5      | 4d 10h       | Edwards     | Wyniesienie satelity rozpoznawczego. |
| 35.  | 24 kwietnia     | 1990 | STS-31   |      | Discovery  | 5      | 5d 1h        | Edwards     | Wyniesienie kosmicznego teleskopu Hubble’a. |
| 36.  | 6 października  | 1990 | STS-41   |      | Discovery  | 5      | 4d 2h        | Edwards     | Wyniesienie sondy Ulysses badającej bieguny Słońca. |
| 37.  | 15 listopada    | 1990 | STS-38   |      | Atlantis   | 5      | 4d 21h       | Kennedy     | Instalacja wojskowego satelity typu Magnum. |
| 38.  | 2 grudnia       | 1990 | STS-35   |      | Columbia   | 7      | 8d 23h       | Edwards     | Użycie obserwatorium ASTRO-1. |
| 39.  | 5 kwietnia      | 1991 | STS-37   |      | Atlantis   | 5      | 5d 23h       | Edwards     | Wyniesienie kosmicznego teleskopu Comptona. |
| 40.  | 28 kwietnia     | 1991 | STS-39   |      | Discovery  | 7      | 8d 7h        | Kennedy     | Pierwsza nieutajniona misja Departamentu Obrony Stanów Zjednoczonych.                                                                                            |
| 41.  | 5 czerwca       | 1991 | STS-40   |      | Columbia   | 7      | 9d 2h        | Edwards     | Badania w kosmicznym laboratorium Spacelab SLS-1. |
| 42.  | 2 sierpnia      | 1991 | STS-43   |      | Atlantis   | 5      | 8d 21h       | Kennedy     | Aktywacja satelity TDRS-5. |
| 43.  | 12 września     | 1991 | STS-48   |      | Discovery  | 5      | 5d 8h        | Edwards     | Wyniesienie satelity meteorologicznego UARS. |
| 44.  | 24 listopada    | 1991 | STS-44   |      | Atlantis   | 6      | 6d 22h       | Edwards     | Aktywacja satelity Defense Support Program (DSP). |
| 45.  | 22 stycznia     | 1992 | STS-42   |      | Discovery  | 7      | 8d 1h        | Edwards     | Badania w kosmicznym laboratorium Spacelab IML-1. |
| 46.  | 24 marca        | 1992 | STS-45   |      | Atlantis   | 7      | 8d 22h       | Kennedy     | Próba platformy ATLAS-01. |
| 47.  | 7 maja          | 1992 | STS-49   |      | Endeavour  | 7      | 8d 21h       | Edwards     | Pierwszy lot Endeavoura; naprawa satelity Intelsat 6 F-3. |
| 48.  | 25 czerwca      | 1992 | STS-50   |      | Columbia   | 7      | 13d 19h      | Kennedy     | Badania w kosmicznym laboratorium Spacelab USML-1. |
| 49.  | 31 lipca        | 1992 | STS-46   |      | Atlantis   | 7      | 7d 23h       | Kennedy     | Próba wypuszczenia satelity TSS-1 na lince. |
| 50.  | 12 września     | 1992 | STS-47   |      | Endeavour  | 7      | 7d 22h       | Kennedy     | Badania w kosmicznym laboratorium Spacelab-J. |
| 51.  | 22 października | 1992 | STS-52   |      | Columbia   | 6      | 9d 20h       | Kennedy     | Badania nad mikrograwitacją; satelita LAGEOS II. |
| 52.  | 2 grudnia       | 1992 | STS-53   |      | Discovery  | 5      | 7d 7h        | Edwards     | Aktywacja satelity z serii DoD (Departamentu Obrony USA). |
| 53.  | 13 stycznia     | 1993 | STS-54   |      | Endeavour  | 5      | 5d 23h       | Kennedy     | Instalacja satelity TDRS-6. |
| 54.  | 8 kwietnia      | 1993 | STS-56   |      | Discovery  | 5      | 9d 6h        | Kennedy     | Próba platformy ATLAS-2. |
| 55.  | 26 kwietnia     | 1993 | STS-55   |      | Columbia   | 7      | 9d 23h       | Edwards     | Badania w kosmicznym laboratorium Spacelab D-2. |
| 56.  | 21 czerwca      | 1993 | STS-57   |      | Endeavour  | 6      | 9d 23h       | Kennedy     | Misja w ramach Spacehab |
| 57.  | 12 września     | 1993 | STS-51   |      | Discovery  | 5      | 9d 20h       | Kennedy     | Aktywacja satelity ACTS. |
| 58.  | 18 października | 1993 | STS-58   |      | Columbia   | 7      | 14d 0h       | Edwards     | Badania w kosmicznym laboratorium Spacelab SLS-2. |
| 59.  | 2 grudnia       | 1993 | STS-61   |      | Endeavour  | 7      | 10d 19h      | Kennedy     | Misja serwisowa teleskopu Hubble’a. |
| 60.  | 3 lutego        | 1994 | STS-60   |      | Discovery  | 6      | 7d 6h        | Kennedy     | Misja w ramach Spacehab-D2; wyniesienie Wake Shield Facility. |
| 61.  | 4 marca         | 1994 | STS-62   |      | Columbia   | 5      | 13d 23h      | Kennedy     | Badania nad mikrograwitacją. |
| 62.  | 9 kwietnia      | 1994 | STS-59   |      | Endeavour  | 6      | 11d 5h       | Kennedy     | Kosmiczne laboratorium radarowe – I misja. |
| 63.  | 8 lipca         | 1994 | STS-65   |      | Columbia   | 7      | 14d 17h      | Kennedy     | Badania w kosmicznym laboratorium IML-2. |
| 64.  | 9 września      | 1994 | STS-64   |      | Discovery  | 6      | 10d 22h      | Edwards     | Szereg eksperymentów naukowych; SPARTAN. |
| 65.  | 30 września     | 1994 | STS-68   |      | Endeavour  | 6      | 11d 5h       | Edwards     | Kosmiczne laboratorium radarowe SRL-2– II misja. |
| 66.  | 3 listopada     | 1994 | STS-66   |      | Atlantis   | 6      | 10d 22h      | Edwards     | Próba platformy ATLAS-3. |
| 67.  | 3 lutego        | 1995 | STS-63   |      | Discovery  | 6      | 8d 6h        | Kennedy     | Pierwsze próbne zbliżenie do stacji kosmicznej Mir. |
| 68.  | 2 marca         | 1995 | STS-67   |      | Endeavour  | 7      | 16d 15h      | Edwards     | Użycie obserwatorium ASTRO-2. |
| 69.  | 27 czerwca      | 1995 | STS-71   |      | Atlantis   | 7/8    | 9d 19h       | Kennedy     | Pierwsze dokowanie do stacji Mir. |
| 70.  | 13 lipca        | 1995 | STS-70   |      | Discovery  | 5      | 8d 22h       | Kennedy     | Aktywacja satelity TDRS-7. |
| 71.  | 7 września      | 1995 | STS-69   |      | Endeavour  | 5      | 10d 20h      | Kennedy     | Serwis Wake Shield Facility. |
| 72.  | 20 października | 1995 | STS-73   |      | Columbia   | 7      | 15d 21h      | Kennedy     | Badania w kosmicznym laboratorium USML-2. |
| 73.  | 12 listopada    | 1995 | STS-74   |      | Atlantis   | 5      | 8d 4h        | Kennedy     | Dokowanie do stacji kosmicznej Mir. |
| 74.  | 11 stycznia     | 1996 | STS-72   |      | Endeavour  | 6      | 8d 22h       | Kennedy     | Przechwycenie japońskiego satelity SFU. |
| 75.  | 22 lutego       | 1996 | STS-75   |      | Columbia   | 7      | 15d 17h      | Kennedy     | Powtórzenie eksperymentu z satelitą TSS; platforma USMP-3. |
| 76.  | 22 marca        | 1996 | STS-76   |      | Atlantis   | 6/5    | 9d 5h        | Kennedy     | Dokowanie do stacji kosmicznej Mir. |
| 77.  | 19 maja         | 1996 | STS-77   |      | Endeavour  | 6      | 10d 0h       | Kennedy     | Misja w ramach programu Spacehab-LSM. |
| 78.  | 20 czerwca      | 1996 | STS-78   |      | Columbia   | 7      | 16d 21h      | Kennedy     | Badania w kosmicznym laboratorium LMS. |
| 79.  | 16 września     | 1996 | STS-79   |      | Atlantis   | 6/6    | 10d 3h       | Kennedy     | Dokowanie do stacji kosmicznej Mir. |
| 80.  | 29 listopada    | 1996 | STS-80   |      | Columbia   | 5      | 17d 15h      | Kennedy     | Serwis Wake Shield Facility; ASTRO-SPAS; najdłuższa misja wahadłowca.                                                                                            |
| 81.  | 12 stycznia     | 1997 | STS-81   |      | Atlantis   | 6/6    | 10d 4h       | Kennedy     | Dokowanie do stacji kosmicznej Mir. |
| 82.  | 11 lutego       | 1997 | STS-82   |      | Discovery  | 7      | 9d 23h       | Kennedy     | Misja serwisowa teleskopu Hubble’a. |
| 83.  | 4 kwietnia      | 1997 | STS-83   |      | Columbia   | 7      | 3d 23h       | Kennedy     | Cele niezrealizowane z powodu usterki ogniwa paliwowego. |
| 84.  | 15 maja         | 1997 | STS-84   |      | Atlantis   | 7/7    | 9d 5h        | Kennedy     | Dokowanie do stacji kosmicznej Mir. |
| 85.  | 1 lipca         | 1997 | STS-94   |      | Columbia   | 7      | 15d 16h      | Kennedy     | Badania w kosmicznym laboratorium; platforma SPAS. |
| 86.  | 7 sierpnia      | 1997 | STS-85   |      | Discovery  | 6      | 11d 20h      | Kennedy     | Umieszczenie na orbicie i przechwycenie po wykonaniu misji satelity CRISTA-SPAS 2                                                                                |
| 87.  | 25 września     | 1997 | STS-86   |      | Atlantis   | 7/7    | 10d 19h      | Kennedy     | Dokowanie do stacji kosmicznej Mir. |
| 88.  | 19 listopada    | 1997 | STS-87   |      | Columbia   | 6      | 15d 16h      | Kennedy     | Badania nad mikrograwitacją. |
| 89.  | 22 stycznia     | 1998 | STS-89   |      | Endeavour  | 7/7    | 8d 19h       | Kennedy     | Dokowanie do stacji kosmicznej Mir. |
| 90.  | 17 kwietnia     | 1998 | STS-90   |      | Columbia   | 7      | 15d 21h      | Kennedy     | Badania w kosmicznym laboratorium Neurolab. |
| 91.  | 2 czerwca       | 1998 | STS-91   |      | Discovery  | 6/7    | 9d 19h       | Kennedy     | Dokowanie do stacji kosmicznej Mir. |
| 92.  | 29 października | 1998 | STS-95   |      | Discovery  | 7      | 8d 21h       | Kennedy     | Misja w ramach laboratorium Spacehab; lot 77-latka astronauty Johna Glenna.                                                                                      |
| 93.  | 4 grudnia       | 1998 | STS-88   |      | Endeavour  | 6      | 11d 19h      | Kennedy     | Wyniesienie pierwszego modułu Międzynarodowej Stacji Kosmicznej (ISS).                                                                                           |
| 94.  | 27 maja         | 1999 | STS-96   |      | Discovery  | 7      | 9d 19h       | Kennedy     | Zaopatrzenie ISS. |
| 95.  | 23 lipca        | 1999 | STS-93   |      | Columbia   | 5      | 4d 22h       | Kennedy     | Aktywacja kosmicznego teleskopu Chandra. |
| 96.  | 19 grudnia      | 1999 | STS-103  |      | Discovery  | 7      | 7d 23h       | Kennedy     | Misja serwisowa teleskopu Hubble’a. |
| 97.  | 11 lutego       | 2000 | STS-99   |      | Endeavour  | 6      | 11d 5h       | Kennedy     | Instalacja radaru topograficznego SRTM. |
| 98.  | 19 maja         | 2000 | STS-101  |      | Atlantis   | 7      | 9d 21h       | Kennedy     | Zaopatrzenie ISS; moduł laboratoryjny Spacehab-LDM. |
| 99.  | 8 września      | 2000 | STS-106  |      | Atlantis   | 7      | 11d 19h      | Kennedy     | Zaopatrzenie ISS. Aktywacja modułu Zwiezda. |
| 100. | 11 października | 2000 | STS-92   |      | Discovery  | 7      | 12d 21h      | Edwards     | Rozbudowa ISS: segment Z1 kratownicy ITS. |
| 101. | 30 listopada    | 2000 | STS-97   |      | Endeavour  | 5      | 10d 19h      | Kennedy     | Rozbudowa ISS: dostarczenie pierwszego panelu baterii słonecznych, żyroskopy.                                                                                    |
| 102. | 7 lutego        | 2001 | STS-98   |      | Atlantis   | 5      | 12d 21h      | Edwards     | Rozbudowa ISS: laboratorium Destiny. |
| 103. | 8 marca         | 2001 | STS-102  |      | Discovery  | 7/7    | 12d 19h      | Kennedy     | Leonardo MPLM, wymiana załogi ISS. |
| 104. | 19 kwietnia     | 2001 | STS-100  |      | Endeavour  | 7      | 11d 21h      | Edwards     | Wielofunkcyjny Moduł Logistyczny Raffaello MPLM, rozbudowa ISS: Canadarm2.                                                                                       |
| 105. | 12 lipca        | 2001 | STS-104  |      | Atlantis   | 5      | 12d 18h      | Kennedy     | Rozbudowa ISS: dostarczenie śluzy powietrznej Quest. |
| 106. | 10 sierpnia     | 2001 | STS-105  |      | Discovery  | 7/7    | 11d 21h      | Kennedy     | Dostawa zapasów w wielofunkcyjnym module logistycznym Leonardo, wymiana załogi ISS.                                                                              |
| 107. | 5 grudnia       | 2001 | STS-108  |      | Endeavour  | 7/7    | 11d 19h      | Kennedy     | Dostawa zapasów w wielofunkcyjnym module logistycznym Raffaello, wymiana załogi ISS.                                                                             |
| 108. | 1 marca         | 2002 | STS-109  |      | Columbia   | 7      | 10d 22h      | Kennedy     | Czwarta misja serwisowa do teleskopu Hubble’a. |
| 109. | 8 kwietnia      | 2002 | STS-110  |      | Atlantis   | 7      | 10d 19h      | Kennedy     | Rozbudowa ISS: dostarczenie segmentu S0 kratownicy ITS. |
| 110. | 5 czerwca       | 2002 | STS-111  |      | Endeavour  | 7/7    | 13d 20h      | Edwards     | Dostawa zapasów w wielofunkcyjnym module logistycznym Leonardo, wymiana załogi.                                                                                  |
| 111. | 7 października  | 2002 | STS-112  |      | Atlantis   | 6      | 10d 19h      | Kennedy     | Rozbudowa ISS: segment S1 kratownicy ITS. |
| 112. | 23 listopada    | 2002 | STS-113  |      | Endeavour  | 7/7    | 13d 18h      | Kennedy     | Rozbudowa ISS: segment P1 kratownicy ITS, wymiana załogi. |
| 113. | 16 stycznia     | 2003 | STS-107  |      | Columbia   | 7 (†)  | 15d 22h      | –           | Badania kosmiczne; dezintegracja promu; śmierć 7-osobowej załogi.                                                                                                |
| 114. | 26 lipca        | 2005 | STS-114  |      | Discovery  | 7      | 13d 21h      | Edwards     | Wielofunkcyjny Moduł Logistyczny Raffaello, test sprawności wahadłowca, „Powrót do Lotu 2”.                                                                      |
| 115. | 4 lipca         | 2006 | STS-121  |      | Discovery  | 7/6    | 12d 18h      | Kennedy     | Wielofunkcyjny Moduł Logistyczny Leonardo, wymiana załogi ISS, powrót do regularnych lotów. Poprawa bezpieczeństwa przyszłych lotów.                             |
| 116. | 9 września      | 2006 | STS-115  |      | Atlantis   | 6      | 11d 19h      | Kennedy     | Rozbudowa ISS: segmenty P3 i P4 kratownicy ITS, baterie słoneczne.                                                                                               |
| 117. | 10 grudnia      | 2006 | STS-116  |      | Discovery  | 7/7    | 12d 20h      | Kennedy     | Rozbudowa ISS: segment P5 kratownicy ITS, moduł SpaceHab-SM, wymiana części załogi.                                                                              |
| 118. | 8 czerwca       | 2007 | STS-117  |      | Atlantis   | 7/7    | 13d 20h      | Edwards     | Rozbudowa ISS: moduły S3 i S4, baterie słoneczne, wymiana części załogi.                                                                                         |
| 119. | 8 sierpnia      | 2007 | STS-118  |      | Endeavour  | 7      | 12d 18h      | Kennedy     | Rozbudowa ISS: segment S5 kratownicy ITS. |
| 120. | 23 października | 2007 | STS-120  |      | Discovery  | 7/7    | 15d 02h      | Kennedy     | Rozbudowa ISS: amerykański moduł Node 2, wymiana części załogi.                                                                                                  |
| 121. | 7 lutego        | 2008 | STS-122  |      | Atlantis   | 7/7    | 12d 18h      | Kennedy     | Rozbudowa ISS: europejski moduł Columbus. |
| 122. | 11 marca        | 2008 | STS-123  |      | Endeavour  | 7/7    | 15d 18h      | Kennedy     | Rozbudowa ISS: pierwszy fragment japońskiego modułu Kibō JEM ELM-PS                                                                                              |
| 123. | 31 maja         | 2008 | STS-124  |      | Discovery  | 7/7    | 13d 18h      | Kennedy     | Rozbudowa ISS: japoński moduł JEM „Kibo” |
| 124. | 15 listopada    | 2008 | STS-126  |      | Endeavour  | 7      | 15d 20h      | Edwards     | Dostawa zaopatrzenia w wielofunkcyjnym module logistycznym Leonardo                                                                                              |
| 125. | 15 marca        | 2009 | STS-119  |      | Discovery  | 7/7    | 12d 19h      | Kennedy     | Rozbudowa ISS: segment S6 kratownicy ITS, baterie słoneczne. |
| 126. | 11 maja         | 2009 | STS-125  |      | Atlantis   | 7      | 12d 21h      | Edwards     | Naprawa teleskopu Hubble’a, ostatni lot wahadłowca poza ISS |
| 127. | 15 lipca        | 2009 | STS-127  |      | Endeavour  | 7/7    | 15d 16h      | Kennedy     | Rozbudowa ISS: moduł Kibō |
| 128. | 28 sierpnia     | 2009 | STS-128  |      | Discovery  | 7/7    | 13d 21h      | Edwards     | Wielofunkcyjny Moduł Logistyczny Leonardo, częściowa wymiana załogi ISS                                                                                          |
| 129. | 16 listopada    | 2009 | STS-129  |      | Atlantis   | 6/7    | 10d 19h      | Kennedy     | Rozbudowa ISS: ExPRESS Logistics Carriers (ELCs) 1&2; częściowa wymiana załogi ISS.                                                                              |
| 130. | 8 lutego        | 2010 | STS-130  |      | Endeavour  | 6      | 13d 18h      | Kennedy     | Rozbudowa ISS: Moduł Tranquility (Node 3) i Cupola. |
| 131. | 5 kwietnia      | 2010 | STS-131  |      | Discovery  | 7      | 15d 03h      | Kennedy     | Dostarczenie wielofunkcyjnego modułu logistycznego Leonardo |
| 132. | 14 maja         | 2010 | STS-132  |      | Atlantis   | 6      | 11d 18h      | Kennedy     | Rozbudowa ISS: dostarczenie modułu MRM 1 „Rasswiet” |
| 133. | 24 lutego       | 2011 | STS-133  |      | Discovery  | 6      | 12d 19h      | Kennedy     | Rozbudowa ISS: Wielofunkcyjny Moduł Logistyczny Leonardo, platformy ExPRESS Logistics Carrier (ELC) 4 oraz robota Robonaut R2. Ostatni lot wahadłowca Discovery. |
| 134. | 16 maja         | 2011 | STS-134  |      | Endeavour  | 6      | 15d 18h      | Kennedy     | Rozbudowa ISS: AMS, ExPRESS Logistics Carrier (ELC) 3. Ostatni lot wahadłowca Endeavour.                                                                         |
| 135. | 8 lipca         | 2011 | STS-135  |      | Atlantis   | 4      | 12d 18h      | Kennedy     | Wielofunkcyjny Moduł Logistyczny Raffaello. Misja typowo logistyczna. Ostatni lot wahadłowca Atlantis. Ostatni lot programu STS.                                 |